# Filippo Inzaghi
Filippo »Pippo« Inzaghi, italijanski nogometaš in trener, * 9. avgust 1973, Piacenza, Italija.
Inzaghi je vso kariero igral v italijanski ligi za klube Piacenza, Leffe, Verona, Parma, Atalanta,  Juventus in Milan. S Piacenzo je v sezoni 1994/95 osvojil drugo italijansko ligo. Med letoma 1997 in 2001 je za Juventus odigral 122 prvenstvenih tekem in dosegel 58 golov. S klubom je osvojil naslov italijanskega državnega prvaka v sezoni 1997/98, italijanski superpokal leta 1997 in naslov zmagovalca pokala Intertoto leta 1999. Za Milan je med letoma 2001 in 2012 odigral 202 prvenstveni tekmi in dosegel 73 golov. S klubom je osvojil naslova italijanskega državnega prvaka v sezonah 2003/04 in 2010/11, italijanski pokal v sezoni 2002/03 in italijanski superpokal leta 2011. V sezonah 2002/03 in 2006/07 je z Milanom osvojil naslov zmagovalca Lige prvakov, v letih 2003 in 2007 zmagovalca evropskega superpokala in leta 2007 svetovnega klubskega prvenstva. V sezoni 1996/97 je bil najboljši strelec italijanske lige, leta 1997 pa izbran za najboljšega mladega nogometaša italijanske lige. Leta 2007 je bil izbran za najboljšega nogometaša finala Lige prvakov. Je najboljši italijanski strelec v evropskih klubskih tekmovanjih s sedemdesetimi goli in drugi nogometaš vseh časov, pred njim je le Raúl s 77-imi, in najboljši strelec v zgodovini Milana. Z desetimi hat-tricki je rekorder v italijanski ligi, kot prvi je dosegel tri v Ligi prvakov.
Za italijansko reprezentanco je med letoma 1997 in 2007 odigral 57 tekem, na katerih je dosegel 25 golov. Nastopil je na svetovnih prvenstvih v letih 1998, 2002 in 2006, ter Evropskem prvenstvu 2000. Leta 2006 je z reprezentanco osvojil naslov svetovnega prvaka, leta 2000 pa naslov evropskega podprvaka.